# Movistar Arena
Movistar Arena (inicialmente chamada de Arena Santiago) é uma arena multi-uso localizada em Santiago, no Chile. Foi construída a partir do inacabado Estádio Fechado Parque O'Higgins e projetada para sediar eventos musicais, esportivos, comerciais, culturais e de lazer, com capacidade para 12 a 16 mil pessoas (para eventos com assentos numerados e recitais de pé, respectivamente).
Em 2008, a administração da Arena de Santiago assinou um contrato com a Movistar Chile para a atribuição de nome do local por dezesseis anos, que passou a chamar-se Movistar Arena.
Em agosto de 2011, o Grupo Hiller Investimentos entregou a operação do local à SMG World, uma empresa americana que administra estádios em todo o mundo. O acordo terá validade enquanto durar a concessão da arena, iniciada em 2006 e com validade de 20 anos.
Desde 2012, em torno da Movistar Arena, no Parque O'Higgins, acontece anualmente a edição chilena do Lollapalooza.
A arena recebeu o Voleibol nos Jogos Pan-Americanos de 2023. Durante a competição, adotou temporariamente o nome Arena Parque O'Higgins por questões comerciais.